# Geomyia alpina
Geomyia alpina är en tvåvingeart som beskrevs av Skuhrava 2006. Geomyia alpina ingår i släktet Geomyia och familjen gallmyggor.
Artens utbredningsområde är Schweiz. Inga underarter finns listade i Catalogue of Life.